# Selu Nieto
Selu Nieto, all'anagrafe José Luis Nieto Lindo (Siviglia, 31 gennaio 1987), è un attore spagnolo, noto per aver interpretato il ruolo di Hipólito Mirañar nella soap Il segreto.

## Biografia
Selu Nieto è nato il 31 gennaio 1987 a Siviglia, nella comunità dell'Andalusia (Spagna), fin da piccolo ha mostrato un'inclinazione per la recitazione.

## Carriera
Selu Nieto ha iniziato la sua carriera di attore studiando nella scuola d'arte drammatica di Siviglia, in seguito ha continuato i suoi studi a Madrid. Nel 2005 ha debuttato nel telefilm Hospital Central nel ruolo di Víctor. Nello stesso anno realizza una pellicola cinematografica che venne chiamata Il cammino di Víctor. Nel 2007, partecipa al telefilm Lola nel ruolo di Antonio Burgos. In seguito interpreta nel telefilm Desaparecida il ruolo di Rubén Vázquez. Nel 2009 ha preso parte anche al telefilm Cuestión de Suerte nel ruolo di Xavi dove ha ottenuto molto successo. Nel 2009 e nel 2010 ha interpretato il ruolo di Vicente Moreno nella serie televisiva Padre Medina. Dal 2011 al 2020 è stato scelto per interpretare il ruolo di Hipólito Mirañar per la soap Il segreto che gli dà molta notorietà sia in Spagna che in Italia.

## Filmografia

### Cinema
- 15 días contigo, regia di Jesús Ponce (2005)
- Lola, la película, regia di Miguel Hermoso (2007)
- Impávido, regia di Carlos Therón (2012)
- La mula, regia di Michael Radford (2013)
- Close to His Chest, regia di Jerry Carlsson, José Manuel Carrasco e José Manuel Carrasco (2019)

### Televisione
- Hospital Central – serie TV (2005)
- El camino de Víctor, regia di Dácil Pérez de Guzmán – film TV (2005)
- Desaparecida – serie TV (2007)
- Padre Medina – serie TV (2009-2010)
- La balada del estrecho, regia di Jaime Botella – film TV (2010)
- Il segreto (El secreto de Puente Viejo) – serie TV (2011-2020)

### Cortometraggi
- El lado Oscuro, regia di Ignacio Nieto (1993)
- Distinto, cortometraggio, regia di Ignacio Nieto Rosado (2004)
- Tocata y fuga, regia di Alex O'Dogherty (2006)
- Cuestión de suerte, regia di Jorge Laplace (2009)
- La Plaza, regia di Antonio Cuesta (2016)
- Princesa de hielo, regia di Pablo Guerrero (2017)
- A sweet ma, regia di Javier Chavanel (2017)

## Teatro
- Shakespeare di Jorge Cuadrelli
- Descalzos di Jorge Cuadrelli (2000)
- IL Combo Giro del teatro Crónico (2006)
- Atalaje, diretto da Juan Ruesga (2007)
- La Noche del teatro del Velador, diretto da Juan Dolores Caballero El Chino (2008)
- La Gran ManSana di Selu Nieto e Miquel Crespi (2011)
- Las Ranas di Aristofane, diretto da Juan Dolores Caballero El Chino (2014)
- Juventudes di Natxo López (2015)
- Los Perros di Selu Nieto, presso il teatro A La Plancha (2015)
- La Última Boqueái di Selu Nieto, presso il teatro A La Plancha (2017)
- Premio Lorca per la migliore paternità Teatral per La Última Boqueá (2019)
- Hijos de Grecia, diretto da Carlos Tuñón (2019)
- Dolores di Selu Nieto (2019-2020)

## Doppiatori italiane
Nelle versioni in italiano dei suoi film e delle sue serie TV, Selu Nieto è stato doppiato da:
- Marco Briglione[11] ne Il segreto[12]